# Čenkov (Třešť)

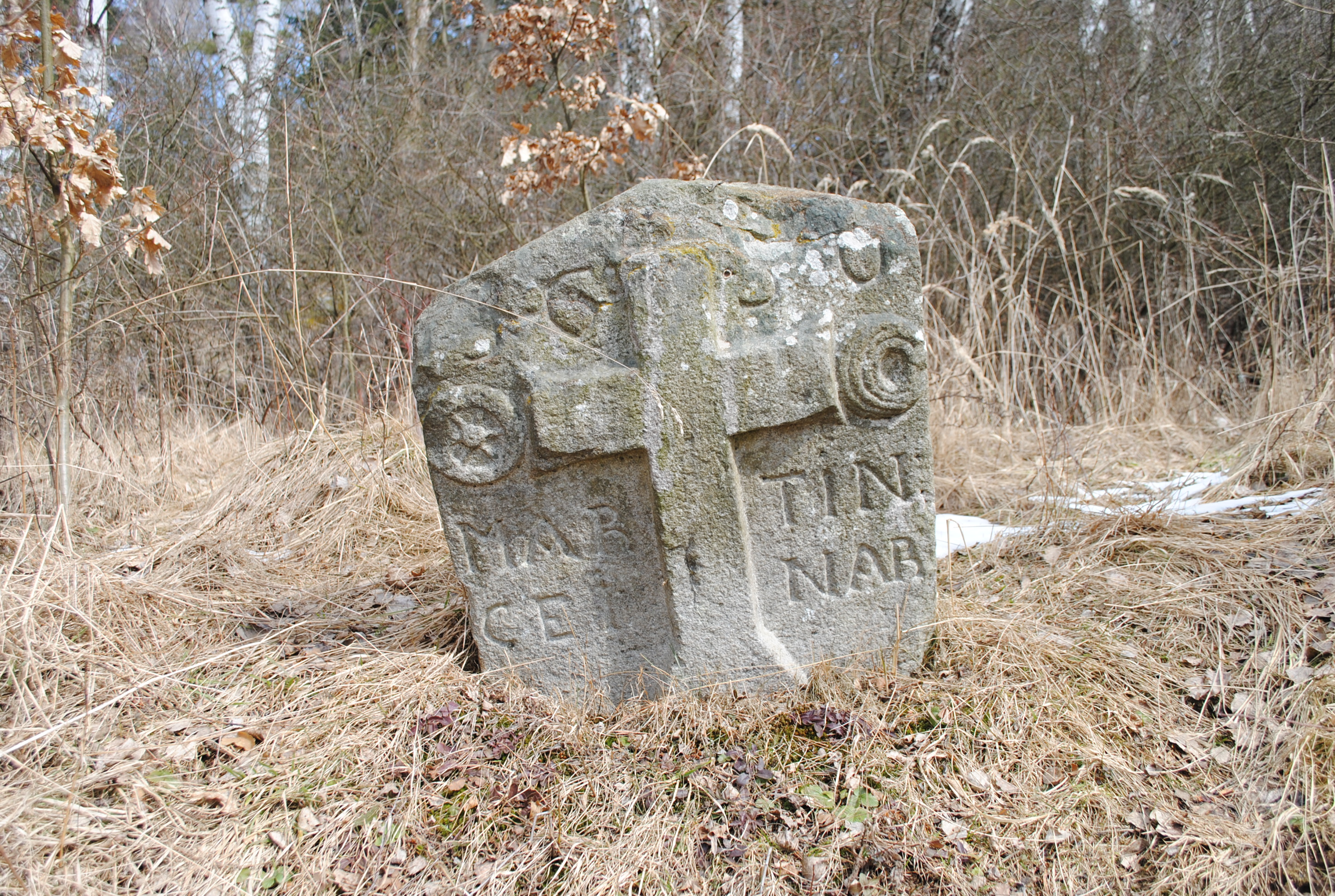
Pamětní kámen

Čenkov (německy Tschenkau) je vesnice, část města Třešť v okrese Jihlava. Nachází se asi 3,5 km na západ od Třeště. V roce 2009 zde bylo evidováno 56 adres. V roce 2001 zde trvale žilo 144 obyvatel.
Čenkov leží v katastrálním území Čenkov u Třešti o rozloze 5,36 km2.

## Název
Název se vyvíjel od varianty Czenkow (1678), Cženkau (1718), Czenkow (1720), Czenkau (1751), Czenkau a Čenkow (1846), Czenkau a Čenkov (1846), Čeňkov (1901). Místní jméno vzniklo přidáním přivlastňovací přípony -ov k osobnímu jménu Čenek.

## Historie
První písemná zmínka o obci pochází z roku 1580.

## Přírodní poměry
Čenkov leží v okrese Jihlava v Kraji Vysočina. Nachází se 3,5 km západně od Třeště, 4 km severozápadně od Hodic, 2 km severně od Růžené a 4 km východně od Lovětína. Geomorfologicky je oblast součástí Česko-moravské subprovincie, konkrétně Křižanovské vrchoviny a jejího podcelku Brtnická vrchovina, v jejíž rámci spadá pod geomorfologický okrsek Otínská pahorkatina. Průměrná nadmořská výška činí 565 metrů. Nejvyšší bod, Podvesný kopec (625 m n. m.), leží jižně od vsi. V severní části stojí Sovův kopec (618 m). V jižní části obce se do Valchovského potoka vlévají nejprve z jihu Čenkovský potok, poté ze severu Lovětínský potok, východně od Čenkova se pak do Valchovského potoka ze severu vlévá Sovův potok. Jihozápadně od Čenkova se rozkládá rybník Lom, na návsi pak Návesní rybník, na Lovětínském potoce severozápadně od Čenkova leží Nový rybník.
U polní cesty přibližně 500 m severně od vsi roste památná Švecova hruška, jež měří 12 metrů a její stáří bylo roku 2009 odhadováno na 250 let.

## Obyvatelstvo
Podle sčítání 1930 zde žilo v 44 domech 228 obyvatel. 223 obyvatel se hlásilo k československé národnosti a 1 k německé. Žilo zde 226 římských katolíků.
| Rok            | 1869 | 1880 | 1890 | 1900 | 1910 | 1921 | 1930 | 1950 | 1961 | 1970 | 1980 | 1991 | 2001 | 2011 |
| -------------- | ---- | ---- | ---- | ---- | ---- | ---- | ---- | ---- | ---- | ---- | ---- | ---- | ---- | ---- |
| Počet obyvatel | 278  | 248  | 250  | 241  | 245  | 221  | 228  | 188  | 198  | 185  | 160  | 138  | 144  | 119  |

## Hospodářství a doprava
Čenkovem prochází silnice III. třídy č. 4065 z Třeště do Růžené. Dopravní obslužnost zajišťuje dopravce ICOM transport. Autobusy jezdí ve směrech Třešť a Růžená. Vsí prochází cyklistická trasa č. 16 z Růžené do Třeště.

## Školství, kultura a sport
Děti dojíždějí do základní školy v Třešti. Působí zde Sbor dobrovolných hasičů Čenkov.

## Pamětihodnosti
- Pamětní kámen stojí severozápadně od obce

## Osobnosti
- V roce 1883 se zde narodil Josef Jiří Švec, plukovník ruských legií.